# Bratze
Bratze war ein Elektropunk-Projekt der Musiker Kevin Hamann und Norman Kolodziej aus dem Umfeld des Hamburger Labels Audiolith Records.

## Wirken
Bratze kombiniert den Gesang von Kevin Hamann, der bisher unter dem Namen ClickClickDecker als Solokünstler zur Akustikgitarre sang und eher dem Songwritergenre zuzuordnen war, und die elektronischen Töne von Norman Kolodziej, der bisher als Der Tante Renate Electro spielte. Das Debütalbum Kraft pendelt zwischen Techno, Rave und Akustikstücken mit minimaler elektronischer Untermalung.
Hamann und Kolodziej trafen sich 2006 in Flensburg und spielten, nachdem sie sich einige Male getroffen hatten, den Song Jean Claude ein. Der Song gelangte in das Internet und die beiden Musiker bekamen zunehmend mehr Anfragen, ob noch mehr Titel folgen würden. Anfang 2007 entschieden sie sich, ein ganzes Album aufzunehmen, und planten eine Tour für das Ende des Jahres. Da Labelchef Lars Lewerenz ein so großes Vertrauen in die Musiker hatte, wurde das Album von Audiolith Records veröffentlicht, ohne dass er sich die Platte vorher angehört hatte.
Einige Songtitel spielen ironisch mit dem Albumnamen Kraft. So wird vermutet, dass die Titel Dudikoff, Jean Claude und Lundgren auf die Actionfilmschauspieler Michael Dudikoff, Jean-Claude Van Damme und Dolph Lundgren anspielen. Der Titel Im Auge des Lachs enthält eine Melodie des 1994 veröffentlichten Songs No Good (Start the Dance) von The Prodigy.
Nach Kraft widmeten sich Hamann und Kolodziej zunächst wieder ihren Solo-Projekten. Am 19. März 2010 erschien mit Korrektur nach Unten das zweite Album des Duos bei Audiolith. Kurz darauf ging die Band auf Deutschland-Tour, im Sommer 2010 folgten Auftritte auf diversen Festivals. Im Dezember 2010 ermöglichte das Goethe-Institut eine Tour durch Russland.
Im Jahr 2011 pausierte Bratze, dennoch trat die Band auf dem Reeperbahn Festival und dem Omas Teich Festival auf.
Am 26. Mai 2014 gab die Band bekannt, sich nach einem Abschiedskonzert am 2. Oktober des Jahres aufzulösen. Nachdem diese „Beerdigung“ frühzeitig ausverkauft war, wurde sie auf den 3. Oktober verlegt, damit sie in einer größeren Konzerthalle stattfinden konnte.

## Diskografie

### Alben
- 2007: Kraft (CD/LP, Audiolith)
- 2010: Korrektur nach Unten & die Notwendigkeit einer Übersetzung (CD/LP, Audiolith)
- 2012: Highlight  (CD/LP, Audiolith)

### EPs
- 2008: Waffe (7", Audiolith)

### Singles
- 2010: Ohne das ist es nur noch laut (Download, Audiolith)
- 2010: Die auswendigen Muster (Download, Audiolith)
- 2012: Strafplanet (Download, Audiolith)
- 2012: Zitate (Download, Audiolith)